# L'ultima incarnazione di Larsan - Il profumo della dama in lutto
L'ultima incarnazione di Larsan - Il profumo della dama in lutto (La Dernière Incarnation de Larsan) è un cortometraggio muto del 1914 diretto da Maurice Tourneur. Basato sui romanzi di Gaston Leroux che hanno come protagonista il giovanissimo detective Joseph Josephin soprannominato Rouletabille, il film è il primo adattamento cinematografico della serie. Altri protagonisti di Rouletabille saranno in seguito Jean Piaget e Serge Reggiani.

## Distribuzione
Il cortometraggio uscì nelle sale francesi nel 1914.